# Alexia Paganini
Alexia Paganini (ur. 15 listopada 2001 w Greenwich) – szwajcarsko-amerykańska łyżwiarka figurowa reprezentująca Szwajcarię od 2017 roku, startująca w konkurencji solistek. Uczestniczka igrzysk olimpijskich (2018, 2022), mistrzostw świata i Europy, medalistka zawodów z cyklu Challenger Series oraz czterokrotna mistrzyni Szwajcarii (2018–2020, 2022).

## Życiorys

### Kariera
Rozpoczęła naukę jazdy na łyżwach w wieku dwóch lat. Trenowała w Stanach Zjednoczonych i reprezentowała ten kraj do 2017 roku. Jej pierwszym międzynarodowym sukcesem był złoty medal Gardena Spring Trophy 2016 w kategorii juniorów. Ponadto, w 2016 roku zadebiutowała w zawodach z cyklu Junior Grand Prix 2016/2017 we Francji. Po zajęciu 5. miejsca w mistrzostwach Stanów Zjednoczonych juniorów 2017, za namową trenera Igora Krokavca zainteresowała się możliwością reprezentowania Szwajcarii. Szwajcarski Związek Łyżwiarski zainteresował się utalentowaną 16-letnią Paganini i od sezonu 2017/2018 występowała już w nowych barwach reprezentacyjnych. Po zajęciu trzeciego miejsca w Nebelhorn Trophy 2017 udało się jej zakwalifikować na igrzyska olimpijskie w Pjongczangu.
Tuż przed igrzyskami Paganini została mistrzynią Szwajcarii, zaś w styczniu 2018 roku Paganini zajęła 7. miejsce na mistrzostwach Europy 2018 w Moskwie. W debiucie olimpijskim w koreańskim Pjongczangu zajmowała 19. lokatę po programie krótkim, a ostatecznie uplasowała się na 21. pozycji. Sezon olimpijski zakończyła 20. miejscem na mistrzostwach świata 2018 w Mediolanie.

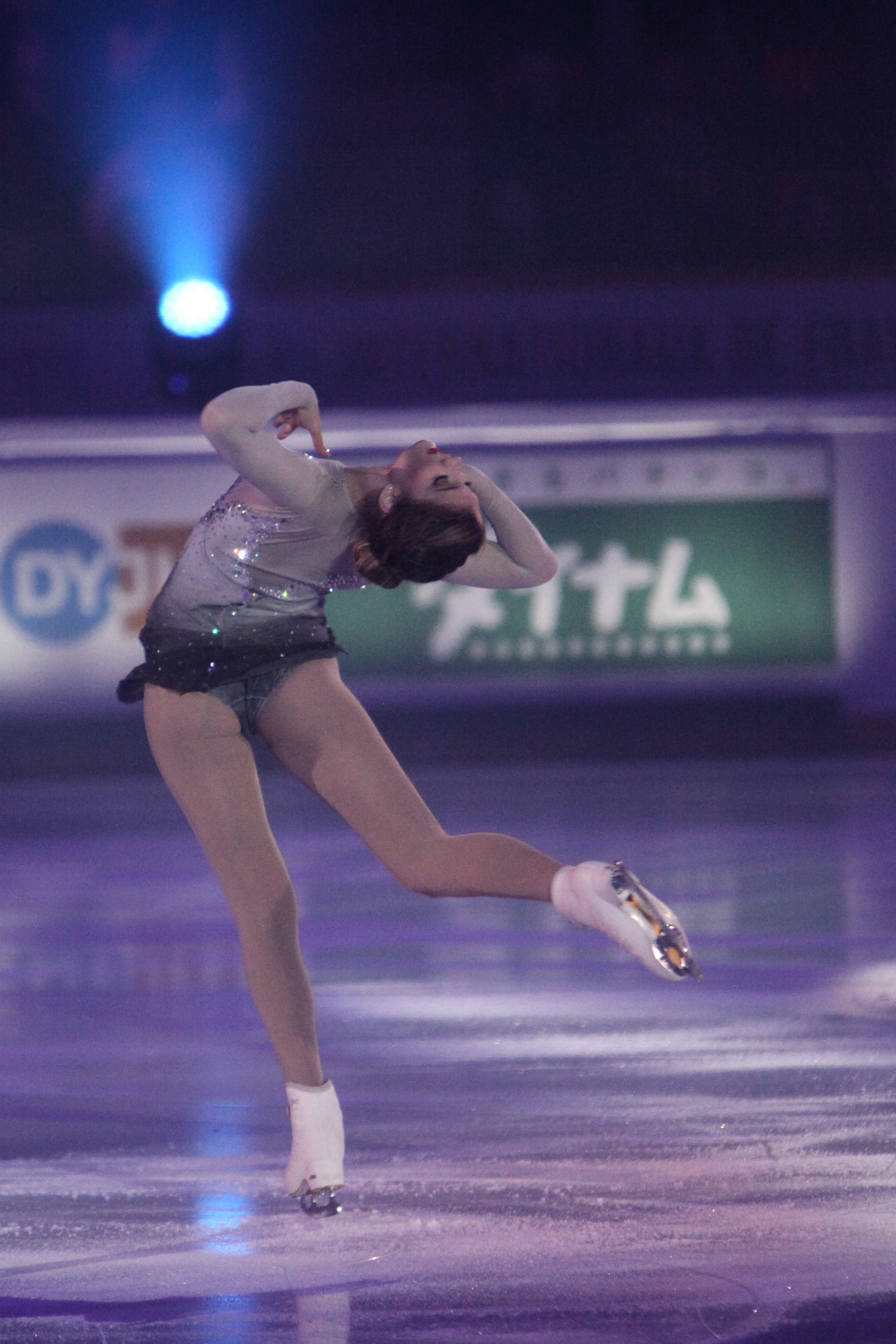
Paganini wykonująca piruet odchylany na pokazie mistrzów Internationaux de France 2018

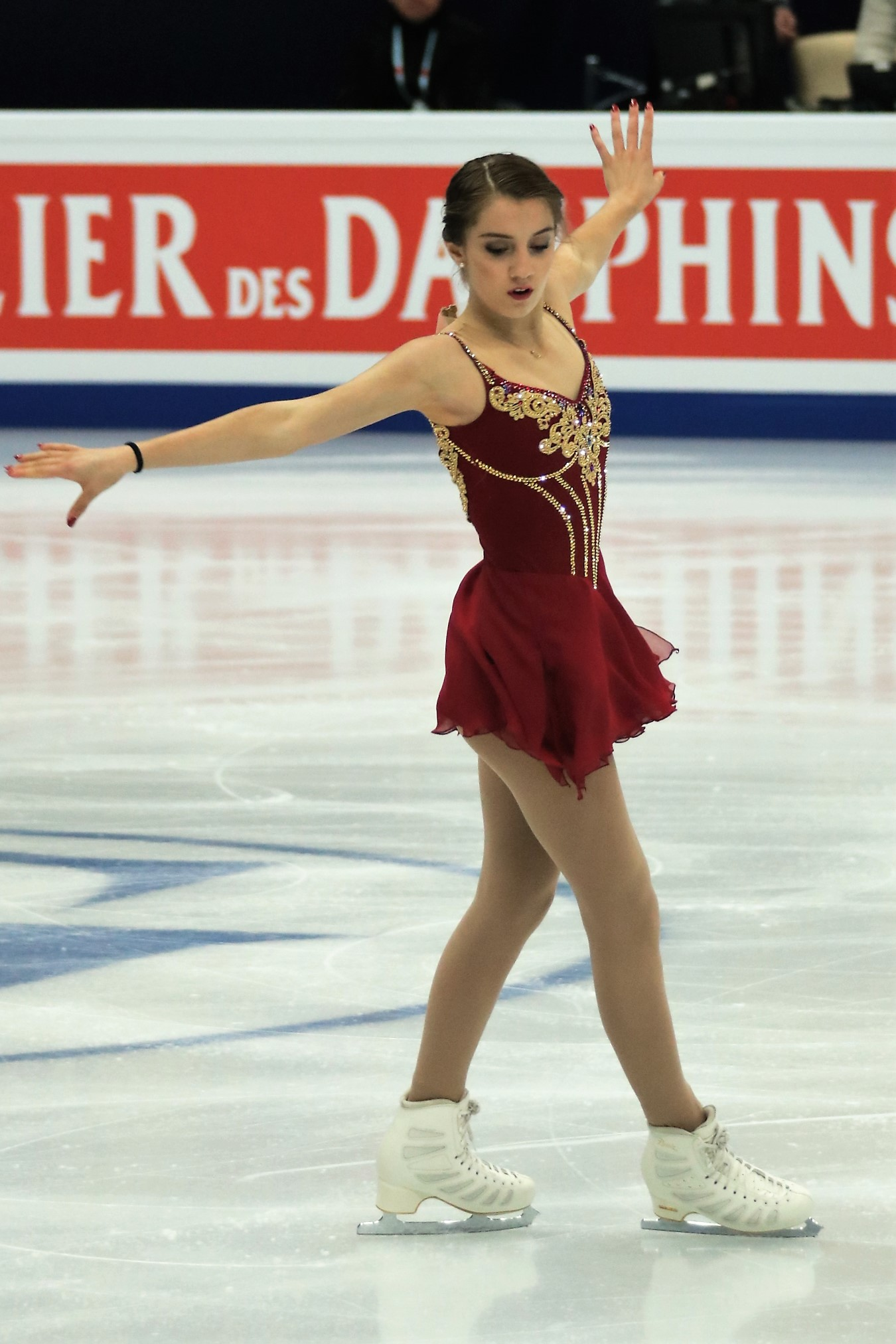
Mistrzostwa Europy 2018

W sezonie 2018/2019 zadebiutowała w cyklu Grand Prix. Ze względu na kontuzję Caroliny Kostner, Paganini zajęła jej miejsce na Internationaux de France 2018. Na Rostelecom Cup była czwarta, zaś na Internationaux de France 10. Po zdobyciu drugiego tytułu mistrzyni kraju wystartowała na mistrzostwach Europy w Mińsku, gdzie poprawiła swoje rekordy życiowe w obu segmentach zawodów. Po programie dowolnym była trzecia zdobywając mały brązowy medal, ale mistrzostwa zakończyła na 6. miejscu. Na mistrzostwach świata 2019 była 33. nie kwalifikując się do programu dowolnego.
W sezonie 2019/2020 ponownie wystąpiła w zawodach z cyklu Grand Prix, była 7. na Rostelecom Cup i 9. na Skate Canada International. Po zdobyciu trzeciego tytułu mistrzyni kraju z rzędu, zajęła czwarte miejsce na mistrzostwach Europy 2020 w Grazu.
W czerwcu 2020 roku jej trenerem został Stéphane Lambiel.
Sezon 2020/2021 rozpoczęła od startu w zawodach z cyklu Challenger Series, Nebelhorn Trophy 2020. Pomimo prowadzenia po programie krótkim, w klasyfikacji programu dowolnego zajęła dopiero trzecią lokatę i ostatecznie zdobyła srebrny medal ustępując Estonce Kiibus. 

### Życie prywatne
Paganini ma podwójne obywatelstwo, szwajcarskie i amerykańskie ze względu na miejsce swojego urodzenia. Jej ojciec, Celso, pochodzi z Brusio w Szwajcarii, zaś matka jest Holenderką, która przez dziesięć lat mieszkała w St. Moritz. Ma dwóch braci, Kevina i Mario.

## Osiągnięcia
|                                       | Stany Zjednoczone | Stany Zjednoczone | Stany Zjednoczone | Stany Zjednoczone | Stany Zjednoczone | Szwajcaria | Szwajcaria | Szwajcaria | Szwajcaria | Szwajcaria | Szwajcaria | Szwajcaria |
| Zawody                                | 12–13             | 13–14             | 14–15             | 15–16             | 16–17             | 17–18      | 18–19      | 19–20      | 20–21      | 21–22      | 22–23      | 23–24      |
| Międzynarodowe                        |                   |                   |                   |                   |                   |            |            |            |            |            |            |            |
| Zimowe igrzyska olimpijskie           |                   |                   |                   |                   |                   | 21         |            |            |            | 22         |            |            |
| Mistrzostwa świata                    |                   |                   |                   |                   |                   | 20         | 33         | C          | 25         | 19         |            |            |
| Mistrzostwa Europy                    |                   |                   |                   |                   |                   | 7          | 6          | 4          | C          | 9          |            |            |
| GP Rostelecom Cup                     |                   |                   |                   |                   |                   |            | 4          | 7          |            |            |            |            |
| GP Skate Canada International         |                   |                   |                   |                   |                   |            |            | 9          |            | WD         |            |            |
| GP Internationaux de France           |                   |                   |                   |                   |                   |            | 10         |            | C          |            |            |            |
| GP MK John Wilson Trophy              |                   |                   |                   |                   |                   |            |            |            |            |            | 9          |            |
| CS Autumn Classic International       |                   |                   |                   |                   |                   |            | 8          | 6          |            |            |            |            |
| CS Budapest Trophy                    |                   |                   |                   |                   |                   |            |            |            |            |            | WD         |            |
| CS Finlandia Trophy                   |                   |                   |                   |                   |                   |            |            |            |            |            | 5          | 14         |
| CS Lombardia Trophy                   |                   |                   |                   |                   |                   |            |            |            |            | 4          |            |            |
| CS Nebelhorn Trophy                   |                   |                   |                   |                   |                   | 3          |            |            | 2          | 4          |            | 5          |
| CS Warsaw Cup                         |                   |                   |                   |                   |                   |            |            |            |            |            |            | 13         |
| Halloween Cup                         |                   |                   |                   |                   |                   |            | 1          |            |            |            |            |            |
| Slovenia Open                         |                   |                   |                   |                   |                   | 1          |            |            |            |            |            |            |
| Międzynarodowe: Kategorie młodzieżowe |                   |                   |                   |                   |                   |            |            |            |            |            |            |            |
| JGP we Francji                        |                   |                   |                   |                   | 6                 |            |            |            |            |            |            |            |
| Gardena Spring Trophy                 |                   |                   |                   | 1 J               |                   |            |            |            |            |            |            |            |
| Krajowe                               |                   |                   |                   |                   |                   |            |            |            |            |            |            |            |
| Mistrzostwa Szwajcarii                |                   |                   |                   |                   |                   | 1          | 1          | 1          | C          | 1          |            |            |
| Mistrzostwa Stanów Zjednoczonych      |                   | 2 I               | 8 N               | 2 N               | 5 J               |            |            |            |            |            |            |            |
| Eastern Sectionals                    |                   | 1 I               | 1 N               | 1 N               | 1 J               |            |            |            |            |            |            |            |
| North Atlantic Regionals              | 14 V              | 1 I               | 2 N               | 2 N               |                   |            |            |            |            |            |            |            |